# Concorrente
A palavra concorrente - em latim concurrens, entis - usa-se no cômputo eclesiástico para indicar uma maneira de saber os dias da semana de um ano através de um número entre '1' e 7' ou entre '0' e '6' que indica o dia da semana numa determinada data do calendário, o que é necessário para calcular os dias que são domingo, em especial o domingo de Páscoa.
Este termo já aparece com este objectivo na Tábua pascal de Dionísio, o Exíguo do ano do Senhor de 532, com valores entre '1' e '7', mas posteriormente esta referência foi sendo substituída pela expressão letra dominical que tem a mesma função de indicar que dia da semana é qualquer data do calendário juliano ou gregoriano.
Na Tábua pascal de Dionísio, o Exíguo o cômputo eclesiástico para o domingo de Páscoa do ano do Senhor de 532 indica-o como ano bissexto e contem os seguintes dados em nove colunas sucessivas:
1. o Ano do Senhor: DXXXII / 532, em substituição do ano 248 da Era de Diocleciano,
2. ano da Indicção: x / 10,
3. Epacta ou idade da Lua no dia 22 de Março desse ano: nulla (=0),
4. Número Concorrente, isto é, o dia da semana no dia 24 de Março: iv / 4,
5. Número de ordem do ano no Ciclo lunar: xvii / 17,
6. Data da Lua cheia pascal: Nonas de Abril, isto é, 5 de Abril,
7. Domingo de Páscoa: III Id. Apr., isto é, 11 de Abril,
8. Idade da Lua no domingo de Páscoa: xx / 20.
9. Ano lunar: C.

Em muitos calendários julianos litúrgicos da Idade Média também se observa a indicação de lugar do concorrente - locus concurrentium - no dia 24 de Março e então o número concorrente desse ano corresponde ao dia da semana dessa data, com um algarismo entre '1' e '7'.
No livro de instruções para a aplicação da reforma gregoriana do calendário do papa Gregório XIII - Canones in Kalendarium Gregorianum perpetuum - editado em Roma em 1582, já não aparece o termo concorrente que é substituído pela expressão Letra dominical e o seu ciclo de 28 anos das letras dominicais ou ciclo solar.  

O termo concorrente do cômputo eclesiástico também se designa como epacta solar.